# 戴维·潘尼
戴维·潘尼（1939年5月20日—2024年5月20日）是一位新西兰理论与演化生物学家，出生于陶马鲁努伊，毕业于坎特伯雷大学和耶鲁大学，后返回梅西大学任教，2018年当选美国国家科学院外籍院士。